# 챈드라 윌슨
챈드라 윌슨(Chandra Wilson, 1969년 8월 27일 ~ )은 미국의 배우이다.

## 출연 작품

### 드라마
- 그레이 아나토미